# Óscar Tigreros
Óscar Eduardo Tigreros Urbano (ur. 28 lipca 1997) – kolumbijski zapaśnik startujący w stylu wolnym. Olimpijczyk z Tokio 2020, gdzie zajął dziesiąte miejsce w kategorii 57 kg. Dziewiąty na mistrzostwach świata w 2019 roku. 
Srebrny medalista igrzysk panamerykańskich w 2023 i piąty w 2019. Zdobył cztery medale mistrzostw panamerykańskich w latach 2018-2024. Złoty medalista igrzysk Ameryki Południowej w 2022 i srebrny w 2018. Brązowy medalista igrzysk Ameryki Środkowej i Karaibów w 2018. Triumfator igrzysk boliwaryjskich w 2022. Wicemistrz panamerykański juniorów w 2014 i 2017 roku.